# SimCity 2000
SimCity 2000 – komputerowa gra strategiczna z serii SimCity wydana pierwotnie na komputery Apple Macintosh i PC w 1993 roku, a w późniejszym okresie na Amigę i różne konsole. Gra była wielokrotnie odświeżana i wydawana przez nowego właściciela – firmę EA Games. W 1994 gra zdobyła nagrodę CODiE Award w kategorii Best Simulation Program.

## Dodatkowe elementy
Gra różni się od SimCity przede wszystkim udoskonaloną grafiką z widokiem w rzucie izometrycznym. Zostały też rozbudowane mechanizmy zarządzania miastem. SimCity 2000 oferuje ponadto doradców, nowe katastrofy (pożary, powodzie, trzęsienia ziemi czy ataki UFO), pięć nowych scenariuszy, nowe opcje ekonomiczne oraz wiele nowych budynków między innymi takie jak szkoły, szpitale, biblioteki, uniwersytety, parki, ogrody zoologiczne, stadiony, muzea, więzienia, lotniska, porty morskie, metro, zajezdnie autobusowe.
Dodatkowo dzięki dodaniu sąsiednich miast polepszono symulację zachowań mieszkańców (możliwość migracji itp.).

## Dodatki
W 1994 roku firma Maxis wydała kilka dodatków do gry pod nazwą Scenarios: Great Disasters. Zawierały one scenariusze, których przegląd był dosyć bogaty: od katastroficznych, bazujących na prawdziwych wydarzeniach historii naszej planety, po fikcyjne (jak na przykład atak UFO na miasta przyszłości).
SimCity Urban Renewal Kit to z kolei zestaw narzędzi służący do modyfikowania obrazków wykorzystanych w grze. Dystrybuowany był z gotowymi modelami budowli, którymi można było zastąpić te istniejące w grze. Wiele pomysłów zainicjowanych w tym dodatku dało bazę do powstania budynków w SimCity 3000.

## Odbiór gry
Gra została średnio przyjęta, aczkolwiek warto zaznaczyć, że wersja PC zebrała  lepsze noty (GameSpot 7,2/10; GameRankings 72,00%) od wersji na konsole typu Game Boy Advance czy PlayStation, główną przyczyną tego faktu według recenzentów jest kiepski system poruszania się po menu w przypadku konsol.